# Jesús Medina
Jesús Medina est un footballeur international paraguayen né le 30 avril 1997 à Asuncion. Il joue au poste de milieu offensif au Spartak Moscou.

## Biographie

### En club
Il participe avec le Club Libertad à la Copa Libertadores et à la Copa Sudamericana.
Le 31 décembre 2017, après deux saisons réussies au Paraguay où il s'impose comme un joueur en devenir, il rejoint le New York City FC en Major League Soccer avec le statut de jeune joueur désigné,.

### En équipe nationale
Il dispute avec les moins de 17 ans le championnat sud-américain des moins de 17 ans en 2013. Lors de ce tournoi, il inscrit quatre buts. Il marque un but contre la Colombie, puis un doublé contre l'Équateur, et enfin un but contre le Pérou.
Avec les moins de 20 ans, il participe au championnat sud-américain des moins de 20 ans en 2015 puis à nouveau en 2017. Lors de l'édition 2015, il inscrit un but contre la Bolivie. Lors de l'édition 2017, il marque un doublé contre le Brésil. Il est capitaine lors de ce match.
Il reçoit sa première sélection en équipe du Paraguay le 1er juillet 2017, en amical contre le Mexique (défaite 2-1).

## Palmarès
- Club Libertad :
  - Champion du Paraguay en 2016 (A) et 2017 (A).
- New York City FC :
  - Vainqueur de la Coupe de la Major League Soccer en 2021.
  - Vainqueur de la Conférence Est de la MLS en 2021.